# W
La W o w (chiamata doppia vu, vu doppia, o anche doppia vi, vi doppia, doppio vu, vu doppio) è la ventitreesima lettera dell'alfabeto latino moderno. 
Inoltre, [w] rappresenta una consonante approssimante labiovelare sonora nell'alfabeto fonetico internazionale; una "w" (ʍ) rovesciata rappresenta anche un'approssimante labiovelare sorda, mentre il carattere simile "ɰ" rappresenta la approssimante velare. 
Non fa parte dell'alfabeto italiano ed è presente solo in parole prestate da altre lingue. Nelle sigle di uso comune in italiano viene per brevità chiamata vu o vi come se fosse una V (es. WWF: "vu vu effe").

## Storia
La W venne inventata dagli scrittori anglo-sassoni del VII secolo, ed era in origine una doppia V (da cui il nome). Soppiantò gradatamente la wynn (Ƿ) durante la conquista normanna dell'Inghilterra.
In italiano e nelle altre lingue neolatine la W viene usato solo nei nomi stranieri e in termini di recente acquisizione (prestiti o neologismi come week-end, watt, kiwi, wikipedia). Nel contesto della lingua italiana, la pronuncia della W è quella della U semiconsonante o della V, di solito imitando la pronuncia nella lingua di origine del termine (ad esempio u semiconsonante nelle parole di origine inglese o v nelle parole di origine tedesca); tuttavia possono esserci delle eccezioni: per esempio le parole water e watt vengono rispettivamente pronunciate /ˈvater/ e /ˈvat/ nonostante abbiano origini inglesi.

## Utilizzo informale nella lingua italiana
In italiano, nel linguaggio scritto informale, come nel linguaggio degli SMS, e nella scrittura di post-it e appunti, la lettera W può essere utilizzata per rappresentare la presenza di una doppia v, ad esempio "dawero" anziché davvero. Rimangono comunque utilizzi scorretti all'interno della lingua italiana formale.
Viene anche utilizzata per indicare un rotacismo.
Nei titoli e negli slogan la lettera W è usata come abbreviazione di "evviva" o "viva", in questi casi generalmente nella forma in cui la seconda V è inserta con una delle aste nella prima V, costituendo di fatto un monogramma. Lo stesso simbolo capovolto indica "abbasso", usato come espressione di disapprovazione.
Nei quadranti delle bussole magnetiche o della rosa dei venti la W sta ad indicare il punto cardinale ovest (dall'inglese west). Nelle bussole di fabbricazione italiana W può essere sostituito da O (ambiguo a livello internazionale perché Ost in tedesco significa est).